# First Born Track
First Born Track är en EP av Nicolai Dunger, utgiven 1998 på Dolores Recordings.

## Låtlista[1]
Alla låtar är skrivna av Nicolai Dunger.
1. "This Town"
2. "Father"
3. "Road to Happiness"
4. "If I Were a Little Star"
5. "All I Know"

## Personal[1]
- Ebbot Lundberg - gitarr, bakgrundssång, producent, mixning
- Fredrik Sandsten - trummor
- Kalle Gustavsson - bas, producent, mixning, inspelning
- Martin Hederos - orgel, piano
- Nicolai Dunger - sång, gitarr